# 1,4-戊二烯
1,4-戊二烯是一种有机化合物，化学式为C5H8。它可由1,5-戊二醇二乙酸酯的分解或α-烯丙基-β-溴乙基乙醚和锌及氯化锌在正丁醇中反应制得。它加氢可以得到戊烷。它在金属有机化合物中可作为配体。